# Hisao Kami
Hisao Kami (上久雄?, Kami Hisao; Hiroshima, 28 giugno 1941) è un allenatore di calcio ed ex calciatore giapponese.

## Carriera
Dipendente della Yawata Iron & Steel, giocò come difensore nella sezione calcistica del circolo sportivo aziendale tra il 1960 e il 1972 vincendo la Coppa dell'Imperatore nella stagione 1964 e partecipando alle prime edizioni della Japan Soccer League. Tra il 1964 e il 1968 fu convocato a quindici gare disputate dalla nazionale maggiore, prendendo parte anche alle Olimpiadi di Tokyo. Dopo il ritiro, assunse in due occasioni la guida tecnica del Nippon Steel, senza tuttavia riuscire a distoglierlo da una situazione di crisi di risultati.

## Statistiche

### Presenze e reti nei club
| Stagione | Squadra      | Campionato | Campionato | Campionato |
| Stagione | Squadra      | Comp       | Pres       | Reti       |
| -------- | ------------ | ---------- | ---------- | ---------- |
| 1965     | Yawata Steel | JSL        | ?          | ?          |
| 1966     | Yawata Steel | JSL        | ?          | ?          |
| 1967     | Yawata Steel | JSL        | ?          | ?          |
| 1968     | Yawata Steel | JSL        | ?          | ?          |
| 1969     | Yawata Steel | JSL        | ?          | ?          |
| 1970     | Nippon Steel | JSL        | ?          | ?          |
| 1971     | Nippon Steel | JSL        | ?          | ?          |
| 1972     | Nippon Steel | JSL1       | ?          | ?          |
|          | Totale       |            | 85         | 5          |

## Palmarès

### Calciatore
- Coppa dell'Imperatore: 1

1964